# Flanders Tomorrow Tour
Die Flanders Tomorrow Tour ist ein Straßenradrennen für U23-Männer in Belgien.
Das Etappenrennen wurde erstmals in der Saison 2021 ausgetragen. Es beinhaltet an drei Tagen vier Etappen, davon ein Einzelzeitfahren.  Die Strecke führt durch die Provinz Westflandern und ist überwiegend flach mit kurzen Anstiegen. Das Rennen ist in die Kategorie 2.2U eingestuft.

## Palmarès
| Jahr | Sieger           | Zweiter          | Dritter             |          |
| ---- | ---------------- | ---------------- | ------------------- | -------- |
| 2021 | Mick van Dijke   | Daan Hoole       | Vincent Van Hemelen |          |
| 2022 | Lars Boven       | Tim Marsman      | Aivaras Mikutis     |          |
| 2023 | Jakob Söderqvist | Tibor Del Grosso | Axel van der Tuuk   |          |
| 2024 | abgesagt         | abgesagt         | abgesagt            | abgesagt |